# Воложка (верхняя протока Волги)
Воложка (иногда Рождественская воложка) — протока, правый рукав реки Волга. Длина водотока — 19 км. Расположена напротив города Самара, на правом берегу Воложки лежит село Рождествено. Состоит из 2 участков с резко различным расходом воды (выше и ниже устья судоходного Рождественского прорана). Верхний участок (около 13 км) — маловодный, извилистый, отделяет от правого берега Волги часть Рождественской поймы. Несколько выше села Рождествено делится на 2 протоки, через несколько километров вновь соединяющиеся. Судоходен от устья прорана вверх до пристани Рождествено, где имеется затопленный мостовой переход.
Нижний участок (около 8 км) — полноводный, отделяет от правого берега Волги остров Поджабный; судоходен, судоходство ограничено переходом ЛЭП. На приверхе острова Поджабный расположены гидротехнические сооружения, направляющие водный поток Волги к Самаре, не позволяя реке возвратиться через Рождественский проран в старое русло.
Код водного объекта: 11010001512012100008695.